# Can Ribes (Bigues)
Can Ribes o Can Ribes de Montbui, és una de les masies històriques de l'antiga parròquia rural de Sant Mateu de Montbui, agregada ja d'antic al poble de Bigues, en el terme municipal de Bigues i Riells, a la comarca catalana del Vallès Oriental. És en el sector sud-oest del terme, a tocar del terme municipal de Santa Eulàlia de Ronçana, en el vessant sud-est del Puig Alt, i a l'esquerra del Torrent de Can Ribes, que s'inicia a prop i al sud-oest de la masia. Té a prop i al nord-oest les masies de Can Viver i de Can Carreres, i al sud-est, la de Can Martí, ja en el terme veí de Santa Eulàlia de Ronçana.

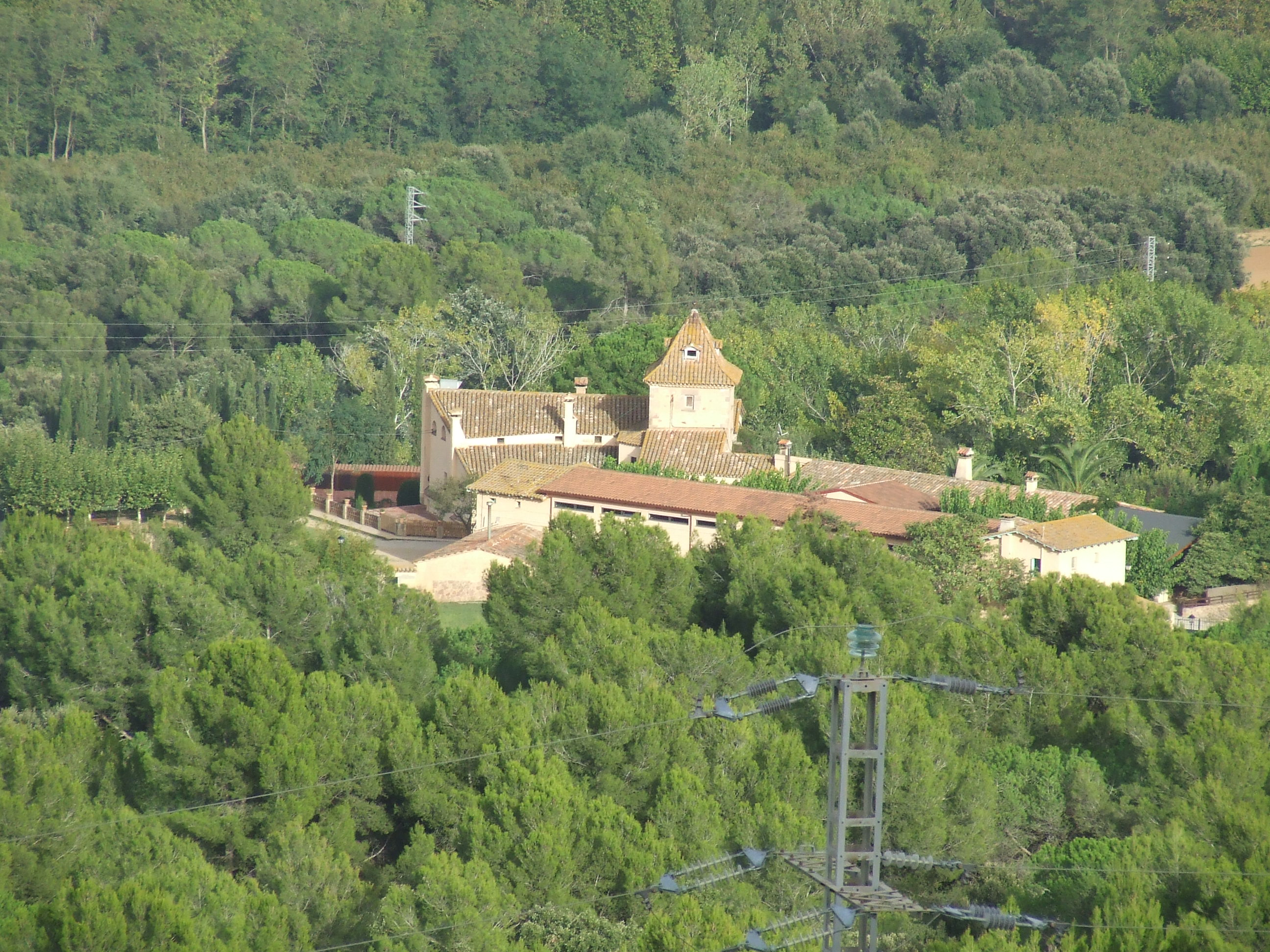
Can Ribes, al mig dels seus boscos

Actualment convertida en casa de colònies i eventual restaurant, les seves instal·lacions de caràcter agropecuari han estat quasi totes substituïdes per l'atenció als grups escolars, principalment, que hi van a fer estades. Tot i així, manté encara una petita activitat agrària i ramadera. A l'interior de l'edificació principal de la masia hi ha la capella de Sant Jordi.
En el seu entorn subsisteixen els Boscos de Can Ribes, que ocupen tot el vessant sud-oriental del turó esmentat.
Està inclosa en el Catàleg de masies i cases rurals de Bigues i Riells.